# Fufius
Fufius là một chi nhện trong họ Cyrtaucheniidae.

## Các loài
Het geslacht kent de volgende soorten:
- Fufius albovittatus (Simon, 1891)
- Fufius annulipes (Mello-Leitão, 1941)
- Fufius antillensis (F. O. P.-Cambridge, 1898)
- Fufius atramentarius Simon, 1888
- Fufius auricomus (Simon, 1891)
- Fufius ecuadorensis (Simon, 1892)
- Fufius funebris Vellard, 1924
- Fufius lanicius (Simon, 1892)
- Fufius lucasi Guadanucci & Indicatti, 2004